# Doku CS
Doku CS byl filmový kanál společnosti FILM EUROPE, s.r.o., zaměřený na české a slovenské filmové dokumenty. Stanice začala vysílat 15. ledna 2010 a vysílání ukončila 30. dubna 2017.
Zkušební vysílání stanice proběhlo již 14. ledna, kdy byl do vysílání nasazen pouze jeden pořad, československý dokument Holky, vypnout prsa! z roku 1988.
Stanice se orientovala na vysílání nejstarších českých a slovenských filmových dokumentů. Mnohé z nich se takto vůbec poprvé objevily na filmové obrazovce. Stanice též vysílala současnou dokumentární tvorbou z České republiky a Slovenska. Stanice odvysílala cca 400 dokumentů ročně a také odvysílala profily známých osobností z veřejného života.